# Eilema conspicua
Eilema conspicua là một loài bướm đêm thuộc phân họ Arctiinae, họ Erebidae.